# 長岡京市立長岡第十小学校
長岡京市立長岡第十小学校（ながおかきょうしりつ ながおかだいじゅうしょうがっこう）は、京都府長岡京市井ノ内にある市立小学校。略称「十小」、「長十小」。

## 概要
長岡京市北部に位置する小学校。市内10番目の小学校として長岡第三小学校より分離・独立し、新設された。

## 沿革
- 1980年（昭和55年）
  - 4月 - 開校（児童数691人・19学級）
  - 6月 - 屋外体育倉庫、プール竣工
- 1981年（昭和56年）
  - 2月 - 体育館竣工
  - 4月 - 障害児学級（たんぽぽ学級）を設置
- 1982年（昭和57年）3月 - 中庭に観察池を設置
- 1999年（平成11年）
  - 9月 - トイレ（1か所）のリニューアル工事完了
  - 10月 - コンピューター教室設置
- 2000年（平成12年）4月 - 学校給食を一部民間委託開始
- 2006年（平成18年）10月 - コンピューター機器を更新
- 2008年（平成20年）9月 - 普通教室に空調設備導入

## 主な指定研究
- 京都府教育委員会・長岡京市教育委員会研究指定「食育」（平成22年度）
- 長岡京市特別支援教育充実事業校（平成22年度）
- 乙訓かがやき校（平成22年度）

## 主な進学先
- 長岡京市立長岡第二中学校

## 交通
- JR東海道本線 向日町駅または長岡京駅下車
- 阪急京都線 西向日駅または長岡天神駅下車

## 通学区域が隣接している学校
- 長岡京市立長岡第七小学校
- 長岡京市立長岡第三小学校
- 長岡京市立長法寺小学校
- 京都市立大原野小学校
- 京都市立上里小学校
- 向日市立向陽小学校